# Расторог
Расторог (рос. Расторог) — село в Желєзногорському районі Курської області Російської Федерації.
Населення становить 77 осіб. Входить до складу муніципального утворення Разветьєвська сільрада.

## Історія
Населений пункт розташований на території українського етнічного та культурного краю Східна Слобожанщина.
Від 2004 року входить до складу муніципального утворення Разветьєвська сільрада.

## Населення
| 1862 | 1877 | 1883 | 1897 | 1905 | 1979 | 2002 |
| ---- | ---- | ---- | ---- | ---- | ---- | ---- |
| 740  | ↘568 | ↗655 | ↗869 | ↗879 | ↘275 | ↘81  |
| 2010 |      |      |      |      |      |      |
| ↘77  |      |      |      |      |      |      |